# 상어 가족
《상어가족》(영어: Shark Family)은 대한민국의 기업인 더핑크퐁컴퍼니가 제작한 콘텐츠 IP(지적재산권)이다. 2017년, 유튜브가 선정한 공식 뮤직비디오를 제외하고 대한민국 내 유튜브에서 가장 인기 있는 동영상으로 뽑혔었다.
원곡 외에도 국악, 크리스마스, 트로트, 8비트, 티라노사우루스, 원숭이, 자동차 등 여러 가지 버전이 있다.
2020년 11월, <핑크퐁 아기상어 체조> 영상이 조회수 70억회가 되면서 유튜브 조회수 1위를 달성했으며, 2022년 1월 전 세계 최초 유튜브 누적 조회수 100억뷰를 기록했다.

## 같이 보기
- 유튜브 최다 조회수 영상 목록